# Rubén Fulgencio Sánchez
Rubén Fulgencio Sánchez (Madrid, Espanya, 10 de maig de 2009) és un actor espanyol conegut interpretar Óliver a la pel·lícula El universo de Óliver. També ha participat en pel·lícules com El refugio (2021) i Salta! (2023).

## Biografia
Es va fer popular pel seu paper a la comèdia d'Alberto Caballero, El pueblo, en què interpreta el paper d'Orión, el fill d'Íngrid Rubio i Santi Millán. La sèrie de Mediaset està disponible a Amazon. També ha participat a les sèries Hernán o Pulsaciones.

## Filmografia

### Pel·lícules
- Un conte familiar (2017) com Rubén (Curtmetratge)
- La tercera part (2019) com Sergio (Curtmetratge)
- El refugio (2021) com Hugo
- El universo de Óliver (2022) com Óliver
- Salta! (2023) com Òscar nen

### Televisió
- Pulsaciones (2017) com Javi (6 episodis)
- Hernán (2019) com Bernal Díaz del Castell nen (1 episodi)
- El pueblo (2019 - 2021) com Orión (22 episodis)